# بریما رزاق
بریما رزاق (انگلیسی: Brimah Razak؛ زادهٔ ۲۲ ژوئن ۱۹۸۷) بازیکن فوتبال اهل غنا است.
از باشگاه‌هایی که در آن بازی کرده‌است می‌توان به باشگاه فوتبال میراندس، باشگاه فوتبال رئال بتیس، گروه ورزشی شاوش، باشگاه فوتبال کوردوبا، باشگاه فوتبال اونیائو، و باشگاه ورزشی تنریف اشاره کرد.
وی همچنین در تیم ملی فوتبال غنا بازی کرده‌است.